# Fallschirmsprungturm

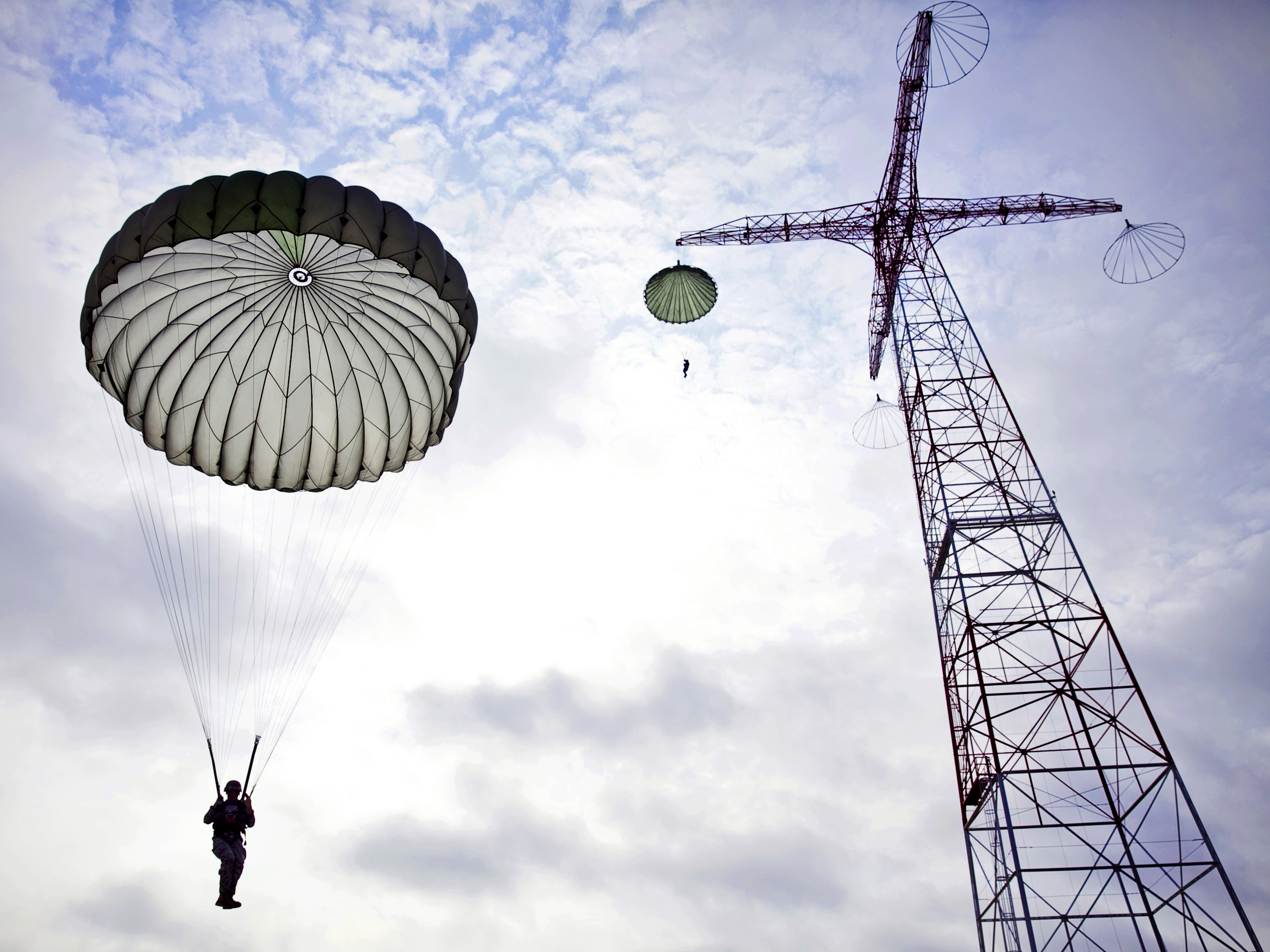
Der Fallschirmsprungturm in Fort Benning

Ein Fallschirmsprungturm ist ein Turm zur Ausbildung von Fallschirmspringern.
Bei einem Fallschirmsprungturm wird der Springer mit Hilfe eines Krans am Fallschirm nach oben gezogen und dann ausgeklinkt. Diese Form der Ausbildung wird zumeist nur noch beim Militär als Ausbildungsmethode eingesetzt.

## Beispiel
- Fallschirmsprungturm Katowice